# Funció d'Euler
|  | Per altres significats, vegeu funció φ d'Euler o llista de temes anomenats en honor de Leonhard Euler. |

En matemàtiques, la funció d'Euler ve donada per
{\displaystyle \phi (q)=\prod _{k=1}^{\infty }(1-q^{k})}
Fou anomenada en honor de Leonhard Euler, i és un exemple prototípic de sèries q, una forma modular, i proveeix l'exemple prototípic d'una relació entre combinatòria i anàlisi complexa.

## Propietats
El coeficient {\displaystyle p(k)} en l'expansió de sèrie de potències formals per {\displaystyle 1/\phi (q)} dona el nombre de totes les particions de k. Això és
{\displaystyle {\frac {1}{\phi (q)}}=\sum _{k=0}^{\infty }p(k)q^{k}}
on {\displaystyle p(k)} és la funció de partició de k.
La identitat d'Euler és
{\displaystyle \phi (q)=\sum _{n=-\infty }^{\infty }(-1)^{n}q^{(3n^{2}-n)/2}}
Cal notar que {\displaystyle (3n^{2}-n)/2} és un nombre pentagonal.
La funció d'Euler està relacionada amb la funció Dedekind eta mitjançant una identitat de Ramanujan:
{\displaystyle \phi (q)=q^{-{\frac {1}{24}}}\eta (\tau )}
on {\displaystyle q=e^{2\pi i\tau }} és el quadrat del nome.